# 樊京輝
樊京辉（1965年3月18日—2015年11月18日），中国自由咨询师、記者，回族，出生於北京市，擁有大學本科學歷。2015年9月9日，伊斯兰国组织公佈樊京辉被該组织绑架，试图向中華人民共和国政府索取赎金，但未获回应。同年11月18日，该组织宣布已将他处决，享年50岁。他是被伊斯兰国绑架并杀害的第一个中国公民。

## 生平

### 早年经历
1965年3月18日，樊京輝出生于北京。1984年毕业于北京师范大学第二附属中学。大学毕业后曾在中学执教六年，后在廣告公司担任廣告顧問，之后供职于台湾人开办的百货公司，后来在中国中央电视台工作，担任不簽約的「黑工」，离开央视后在《北京教育報》報社工作，離職後担任自由咨询师。2002年4月5日，樊京輝与他人合夥出资50万元人民币，在北京注册成立“北京精彩因素广告有限公司”，自己擔任法定代表人和总经理，但公司營業執照於2003年9月12日被吊销。
他曾在2001年接受中央人民广播电台《午间一小时》主持人白岩松的采访。

### 被伊斯兰国绑架并处决
2015年9月9日，伊斯兰国声称绑架了兩個人質，分別是名叫樊京輝的中國人和名叫奥勒·約翰·格里姆斯高-奥夫斯塔（Ole Johan Grimsgaard-Ofstad）的挪威人，宣稱兩人被母國「拋棄」，并公開「出售」他們來賺取赎金，但没有透露金額和限期。当时中国官方暂未发布消息。据伊斯蘭國宣传杂志《達比克》第11期发布的人质照片显示，樊京輝身着黄色囚衣，标注编号“05675”，旁邊寫有其出生日期、家庭住址等個人資料。9月10日上午，多名西井三区4号楼的住户确认IS发布照片中的人名「Fan Jinghui」的漢字為樊京辉。
11月18日，伊斯蘭國在第12期《達比克》上刊登了樊京輝與奧夫斯塔德死亡的照片，照片中寫著已處決，并指兩名死者是遭到卡菲爾國家和組織遺棄，但沒有提及殺人時間和地點。随后，中华人民共和国外交部发表声明，确认樊京辉被伊斯兰国绑架并杀害。他是被伊斯兰国绑架并杀害的第一个中国公民。

#### 各方反应
- 中华人民共和国：外交部发言人洪磊就此事件发表谈话，向遇害者表示哀悼，并向遇害者家属表示深切慰问。声明中还表示：“中国政府对这一泯灭人性的暴行予以强烈谴责，一定要将犯罪分子绳之以法”[9]。随后，洪磊在答记者问和例行记者会上再度提及此事件[10][11]。国家主席习近平表示，強烈譴責伊斯蘭國及殘忍殺害該國公民的暴行，并表示堅決反對一切形式的恐怖主義，同时打擊任何挑戰人類文明底線的暴恐犯罪活動[12]。国务院总理李克强表示，中华人民共和国政府强烈谴责伊斯兰国杀害該国公民的残暴行径，他又向遇害者家属表示深切慰问，指示有关部门要协助家属做好善後工作[13]。驻联合国代表刘结一表示，谴责恐怖组织杀害人质的暴行，并敦促各国大力合作打击恐怖主义[14]。
- 联合国：联合国安理会发表声明，谴责伊斯兰国杀害樊京辉和奧夫斯塔德的令人发指的懦夫行为，声明中指出“这些罪行再次显示出伊斯兰国的残暴”[15]。

## 家庭
樊京輝的妻子张某，目前是北京市石景山区某中学的数学老师。樊京輝被杀后，有当地街道办、北京市外事办和公安部门人员到访其住處，但據其鄰居表示，在樊京輝於9月被綁架後，其家中已長期無人居住。

## 类似事件
- 2017年6月9日新闻，伊斯兰国声称已杀害1男1女两名中国公民—被害者在巴基斯坦西南部俾路支省首府奎达真纳镇担任私校教师期间遭持枪武装分子绑架[18]，中国政府正在核实[19]。